# Jens Jensen (fagforeningsmand)
 Der er flere personer med dette navn, se Jens Jensen.
Jens Jensen (født 18. april 1859 i Rørup på Fyn, død 16. marts 1928 i København) var en dansk fagforeningsmand og politiker.
Han var formand for De samvirkende Fagforbund (det nuværende LO) 1898-1903 og borgmester for Magistratens 2. Afdeling (finansborgmester) i Københavns Kommune fra 1903-1924. Derefter var han overpræsident i København 1924-1928. Jens Jensen var ikke blot den første socialdemokratiske borgmester i København, men i hele Danmark. Han var bl.a. initiativtager til etableringen af Fælledparken. Han var også kortvarigt landets første socialminister under Ministeriet M.P. Friis i 1920.

## Biografi
Jens Jensen var søn af husmand Jens Jensen og Hustru Marie f. Jensen. Han blev uddannet i malerprofessionen, var formand for Malernes Fagforening 1883-88, og i 1885 blev han medlem af bestyrelsen for den daværende hovedbestyrelse for Socialdemokratiet, Socialdemokratisk Forbund. Han var medarbejder ved Social-Demokraten i årene 1887-1903.
Socialismens krise i Danmark i 1870'erne blev i 1880'erne vendt til fremgang. Fra 1884 kunne Jens Jensen lægge sin pensel væk og bruge al sin tid på organisationsarbejdet i fagforeningen. Han var en dygtig organisator, og i 1886 så Arbejdernes Fællesorganisation for København og Frederiksberg dagens lys som en sammenslutning af de forskellige fagforeninger. Socialdemokratiet var repræsenteret i ledelsen. Jensen var formand for denne sammenslutning frem til 1903.

### Arbejderbevægelsens organisator
Fagbevægelse og parti var blevet skilt ad ved en beslutning i 1878, og Jensen fik nu til opgave at bringe system og koordination imellem disse. Jens Jensen var sammen med arbejderbevægelsens anden store skikkelse, P. Knudsen, til fællesskandinavisk arbejderkongres i Gøteborg i 1887, og sammen fik de stor indflydelse på udformningen af de grundsynspunkter, der for eftertiden har karakteriseret Nordens arbejderbevægelser: Tilslutning til socialismen, deltagelse i det politiske arbejde, centraliserede faglige forbund, anerkendte lønoverenskomster, timebetaling, 8 timers arbejdsdag, understøttelseskasser, faglige voldgiftsretter, og strejker, der kun anvendes som yderste middel. Senere blev han repræsentant for Danmark på de internationale arbejderkongresser i London 1888, Paris 1889, Zürich 1893, London 1896 og Paris 1900.
På baggrund af erfaringerne i Sverige og implementeringen af disse ideer lykkedes det i januar 1898 for Jensen at samle repræsentanter for næsten alle fagforeninger i landet. Målet var at samle alle fagforeninger inden for samme fag i landsdækkende forbund, og derpå alle forbund under én stor paraply: De samvirkende Fagforbund for Danmark.
Forskellige repræsentanter for ikke færre end 900 organisationer med et samlet medlemstal på 60.000 arbejdere blev enige, vedtog love og valgte et repræsentantskab på 21 personer. Socialdemokratiet blev repræsenteret i forretningsudvalget (5 fra forbundene og 2 fra partiet). Jens Jensen, ofte kaldet Maleren, blev udpeget til formand, og P. Knudsen sikrede som valgt næstformand på tilsvarende vis partiet indflydelse. Jensen var formand frem til 1903.
Omtrent samtidig havde arbejdsgiverne parallelt organiseret sig landsdækkende i Dansk Mester- og Arbejdsgiverforening (fra marts 1899: Dansk Arbejdsgiver- og Mesterforening). 
Styrkeprøven mellem de to sammenslutningen var den store konflikt på arbejdsmarkedet, der begyndte med en snedkerstrejke 1. april 1899, og Jensen kom til at spille en rolle i løsningen af denne situation. Konflikten involverede hele 40.000 arbejdere fordelt på 4.500 arbejdsgivere, og strejke blev modsvaret af lockout. 
Sidst i juli lykkedes det tre fremtrædende københavnere at få påbegyndt en mæglingsproces. De tre var Privatbankens direktør Axel Heide, vekselerer Laurids Bing og formand for Borgerrepræsentationen Herman Trier. 4. august blev der skrevet et udkast til forlig, som Jens Jensen fremlagde for fagforbundenes næsten 400 repræsentanter. Fra arbejderne lød der røster om udvidelse af konflikten, om generalstrejke, men det lykkedes Jens Jensen efter otte timers møde at få forslaget trumfet igennem med stemmerne 128 for og 98 imod, dog med to små forbehold. Arbejdsgiverne betragtede imidlertid forslaget som en forkastelse og truede med en udvidelse af lockouten, men i september lykkedes det de tre "forligsmænd" at få atter et forlig i stand. Efterfølgende vurderede begge parter, at de havde sejret. Septemberforliget afsluttede den 5. september 1899 arbejdsgivernes lockout, der da havde betydet storkonflikt i 7 måneder. Forliget havde gyldighed helt frem til Hovedaftalen af 1960.

### Valgt til borgmester
Hans politiske gennembrud kom, da han sammen med bl.a. P. Knudsen blev de første socialdemokratiske medlemmer af Københavns Borgerrepræsentation i 1893. Et par år senere blev den arbejdsomme mand også Folketingsmand for Københavns 10. Kreds i 1895. Han opgav dog sit folketingsmandat, da han i 1903 opnåede den magtfulde post som finansborgmester for Magistratens 2. Afdeling.
At han erobrede den betydningsfulde finansborgmesterpost var dengang en milepæl for arbejderbevægelsen, og snart efter havde Socialdemokratiet flertal i hovedstaden. Som borgmester tog Jens Jensen del i den fremsynede planlægning og disponering af de indlemmede distrikter Sundbyerne, Brønshøj og Valby. Kommunen opkøbte store arealer af hensyn til fremtidig byplanlægning og belagde grundene med tilbagekøbsklausuler, så de kunne styre udviklingen; også i fremtiden. Samtidig fik han skabt et tiltrængt åndehul i form af Idrætsparken og Fælledparken (vedtaget 1904), hvor han plantede det første træ den 26. april 1909. Borgmester Jensens Allé i parken er opkaldt efter ham.
Andre væsentlige milepæle i hans tid var oprettelsen af Bispebjerg Hospital og opførelsen af gode og sunde kommunale boliger til afhjælpelse af bolignøden under 1. verdenskrig.
I 1924 afgik han som borgmester for at blive overpræsident i Københavns Magistrat. I denne funktion sad han til sin død 1928.
Han var medlem af Københavns Havneråd og af i Karantæne-Kommissionen, i bestyrelsen for Dronning Louises Børnehospital, for Foreningen Det røde Kors, for Københavns Husflidsforening og for Fængselshjælpen.
Han var forfatter af Fagforeningsbevægelsen i Danmark, 8 Timers Arbejdsdagen og flere pjecer om arbejderbevægelsen.
Jens Jensen var gift med Julie, født Hansen, fra Helsingør.
Borgmester Jensens Vej på Østerbro er opkaldt efter ham.